# Leucobryum
Genre
Le genre de mousses végétales Leucobryum appartient à la famille des Dicranaceae. Il comprend 83 espèces, dont deux se rencontrent en Europe: Leucobryum glaucum et Leucobryum juniperoideum. Les autres espèces se rencontrent surtout dans les Tropiques.

## Liste d'espèces
Selon BioLib (5 décembre 2018) :
- Leucobryum albidum (Brid. ex P. Beauv.) Lindb.
- Leucobryum antillarum Schimp. ex Besch.
- Leucobryum glaucum (Hedw.) Angstr.
- Leucobryum juniperoideum (Brid.) Müll. Hal.

Selon Catalogue of Life (5 décembre 2018) :
- Leucobryum acutifolium Cardot, 1904
- Leucobryum aduncum Dozy & Molkenboer, 1854
- Leucobryum albescens C. Müller, 1900
- Leucobryum albicans Lindberg, 1863
- Leucobryum albidum Lindberg, 1863
- Leucobryum aneitense Brotherus & Watts, 1915
- Leucobryum angustum Hampe, 1870
- Leucobryum antillarum W. P. Schimper ex Bescherelle, 1876
- Leucobryum arfakianum C. Müller ex Geheeb, 1898
- Leucobryum argentinicum C. Müller, 1879
- Leucobryum babetii Thériot & Potier de la Varde, 1932
- Leucobryum ballinense Brotherus, 1916
- Leucobryum bistratosum Brotherus, 1897
- Leucobryum boivinianum Bescherelle, 1880
- Leucobryum boninense Sullivant & Lesquereux, 1859
- Leucobryum boryanum Bescherelle, 1880
- Leucobryum bowringii Mitten, 1859
- Leucobryum brevifolium E. B. Bartram, 1960
- Leucobryum calycinum C. Müller, 1897
- Leucobryum cambouei Cardot in Grandidier, 1915
- Leucobryum cameruniae C. Müller ex Renauld & Cardot, 1900
- Leucobryum candidum Wilson in J. D. Hooker, 1854
- Leucobryum chevalieri Cardot & Thériot, 1911
- Leucobryum chlorophyllosum C. Müller, 1851
- Leucobryum clavatum Hampe, 1878
- Leucobryum comorense C. Müller, 1876
- Leucobryum congolense Cardot in Renauld & Cardot, 1900
- Leucobryum crispum C. Müller, 1848
- Leucobryum cruegerianum C. Müller, 1898
- Leucobryum cucullatum Brotherus, 1894
- Leucobryum flavo-mucronatum C. Müller, 1879
- Leucobryum fouta-djalloni Paris & Cardot, 1902
- Leucobryum fragile Herzog, 1909
- Leucobryum galinonii Cardot & Paris, 1904
- Leucobryum giganteum C. Müller, 1848
- Leucobryum glaucum Ångström in Fries, 1845
- Leucobryum goyazense Brotherus, 1895
- Leucobryum gracile Sullivant, 1874
- Leucobryum gunnii Brotherus & Watts, 1915
- Leucobryum heterodictyon Bescherelle, 1891
- Leucobryum homalophyllum Brotherus, 1890
- Leucobryum humillimum Cardot, 1901
- Leucobryum imbricatum Brotherus, 1899
- Leucobryum incurvifolium C. Müller, 1897
- Leucobryum isleanum Bescherelle, 1880
- Leucobryum javense Mitten, 1859
- Leucobryum juniperoideum C. Müller, 1845
- Leucobryum laminatum Mitten, 1861
- Leucobryum letestui Potier de la Varde, 1925
- Leucobryum leucophanoides C. Müller, 1886
- Leucobryum macro-falcatum C. Müller, 1897
- Leucobryum madagassum Bescherelle, 1880
- Leucobryum martianum Hampe ex C. Müller, 1843
- Leucobryum mayottense Cardot, 1901
- Leucobryum microcarpum C. Müller, 1879
- Leucobryum molliculum Brotherus, 1894
- Leucobryum neocaledonicum Duby ex Bescherelle, 1873
- Leucobryum pachyphyllum C. Müller, 1896
- Leucobryum parvulum Cardot, 1904
- Leucobryum perangustum Bescherelle, 1902
- Leucobryum perrotii Renauld & Cardot in Renauld, 1891
- Leucobryum polakowskyi Cardot, 1901
- Leucobryum pseudomadagassum Cardot, 1904
- Leucobryum pungens C. Müller, 1874
- Leucobryum rehmannii C. Müller, 1899
- Leucobryum rugosum Mitten, 1868
- Leucobryum sanctae-mariae Cardot, 1904
- Leucobryum sanctum Hampe, 1843
- Leucobryum scabrum Sande Lacoste, 1866
- Leucobryum seemannii Mitten in Seemann, 1873
- Leucobryum sericeum Brotherus ex Geheeb, 1898
- Leucobryum sordidum Ångström, 1876
- Leucobryum sphagnoides Cardot in Paris, 1905
- Leucobryum strictum C. Müller ex Britton, 1896
- Leucobryum subandinum Herzog, 1909
- Leucobryum subchlorophyllosum Hampe, 1876
- Leucobryum subobtusifolium B. H. Allen, 1992
- Leucobryum sumatranum Brotherus ex Fleischer, 1904
- Leucobryum tahitense Ångström, 1873
- Leucobryum tumidum Herzog, 1909
- Leucobryum turgidulum C. Müller, 1900
- Leucobryum uleanum Brotherus, 1906
- Leucobryum wattsii Brotherus, 1916

Selon ITIS (5 décembre 2018) :
- Leucobryum albidum (Brid. ex P. Beauv.) Lindb.
- Leucobryum antillarum Schimp. ex Besch.
- Leucobryum glaucum (Hedw.) Ångstr. in Fries

Selon NCBI (5 décembre 2018) :
- Leucobryum aduncum Dozy & Molk.
- Leucobryum albidum (Brid. ex P.Beauv.) Lindb.
- Leucobryum antillarum Schimp. ex Besch.
- Leucobryum babetii Ther. & P.de la Varde, 1932
- Leucobryum boninense Sull. & Lesq.
- Leucobryum bowringii Mitt.
- Leucobryum candidum (Brid. ex P.Beauv.) Wilson
- Leucobryum chlorophyllosum Muell.Hal.
- Leucobryum crispum Muell.Hal.
- Leucobryum giganteum Muell.Hal., 1848
- Leucobryum glaucum (Hedw.) Angstrom
- Leucobryum humillimum Cardot
- Leucobryum javense (Brid.) Mitt.
- Leucobryum juniperoideum (Brid.) Muell.Hal.
- Leucobryum madagassum
- Leucobryum martianum (Hornsch.) Hampe ex Muell.Hal.
- Leucobryum pachyphyllum Muell.Hal.
- Leucobryum polakowskyi (Muell.Hal. ex Besch.) Cardot, 1901
- Leucobryum sanctum (Nees ex Schwaegr.) Hampe
- Leucobryum scaberulum Cardot
- Leucobryum scabrum Sande Lac.
- Leucobryum seemannii Mitt.
- Leucobryum subobtusifolium (Broth.) B.H.Allen, 1992
- Leucobryum sumatranum Broth. ex M.Fleisch.
- Leucobryum tahitense Angstrom

Selon The Plant List (5 décembre 2018) :
- Leucobryum acutifolium (Mitt.) Cardot
- Leucobryum aduncum Dozy & Molk.
- Leucobryum albescens Müll. Hal.
- Leucobryum albicans (Schwägr.) Lindb.
- Leucobryum albidum (Brid. ex P. Beauv.) Lindb.
- Leucobryum aneitense Broth. & Watts
- Leucobryum angustum Hampe
- Leucobryum antillarum Schimp. ex Besch.
- Leucobryum arfakianum Müll. Hal. ex Geh.
- Leucobryum argentinicum Müll. Hal.
- Leucobryum armatum Broth.
- Leucobryum babetii Thér. & P. de la Varde
- Leucobryum ballinense Broth.
- Leucobryum bistratosum Broth.
- Leucobryum boivinianum Besch.
- Leucobryum boninense Sull. & Lesq.
- Leucobryum boryanum Besch.
- Leucobryum bowringii Mitt.
- Leucobryum brevifolium E.B. Bartram
- Leucobryum calycinum Müll. Hal.
- Leucobryum cambouei Cardot
- Leucobryum cameruniae Müll. Hal. ex Renauld & Cardot
- Leucobryum candidum (Brid. ex P. Beauv.) Wilson
- Leucobryum chevalieri Cardot & Thér.
- Leucobryum chlorophyllosum Müll. Hal.
- Leucobryum clavatum Hampe
- Leucobryum comorense Müll. Hal.
- Leucobryum congolense Cardot
- Leucobryum crispum Müll. Hal.
- Leucobryum cruegerianum Müll. Hal.
- Leucobryum cucullatum Broth.
- Leucobryum extensum Herzog
- Leucobryum flavo-mucronatum Müll. Hal.
- Leucobryum fouta-djalloni Paris & Cardot
- Leucobryum galinonii Cardot & Paris
- Leucobryum giganteum Müll. Hal.
- Leucobryum glaucum (Hedw.) Ångstr.
- Leucobryum goyazense Broth.
- Leucobryum gracile Sull.
- Leucobryum guadalupense (Lindb.) Paris
- Leucobryum gunnii Broth. & Watts
- Leucobryum heterodictyon Besch.
- Leucobryum homalophyllum Broth.
- Leucobryum humillimum Cardot
- Leucobryum imbricatum Broth.
- Leucobryum incurvifolium Müll. Hal.
- Leucobryum isleanum Besch.
- Leucobryum javense (Brid.) Mitt.
- Leucobryum juniperoideum (Brid.) Müll. Hal.
- Leucobryum laevifolium Broth.
- Leucobryum laminatum Mitt.
- Leucobryum letestui P. de la Varde
- Leucobryum leucophanoides Müll. Hal.
- Leucobryum macro-falcatum Müll. Hal.
- Leucobryum madagassum Besch.
- Leucobryum martianum (Hornsch.) Hampe ex Müll. Hal.
- Leucobryum mayottense Cardot
- Leucobryum microcarpum Müll. Hal.
- Leucobryum molle Müll. Hal.
- Leucobryum molliculum Broth.
- Leucobryum mucronifolium A. Braun
- Leucobryum naumannii Müll. Hal.
- Leucobryum neilgherrense Müll. Hal.
- Leucobryum neocaledonicum Duby ex Besch.
- Leucobryum pachyphyllum Müll. Hal.
- Leucobryum parvulum Cardot
- Leucobryum perangustum Besch.
- Leucobryum perrotii Renauld & Cardot
- Leucobryum piliferum (Dozy & Molk.) A. Jaeger
- Leucobryum polakowskyi (Müll. Hal. ex Besch.) Cardot
- Leucobryum propaguliferum (Dixon) H. Rob.
- Leucobryum pseudomadagassum Cardot
- Leucobryum pungens Müll. Hal.
- Leucobryum rehmannii Müll. Hal.
- Leucobryum rugosum Mitt.
- Leucobryum sanctae-mariae Cardot
- Leucobryum sanctum (Nees ex Schwägr.) Hampe
- Leucobryum scaberulum Cardot
- Leucobryum scabrum Sande Lac.
- Leucobryum seemannii Mitt.
- Leucobryum sericeum Broth. ex Geh.
- Leucobryum sordidum Ångström
- Leucobryum sphagnoides (Welw. & Duby) Cardot
- Leucobryum squarrosulum Broth.
- Leucobryum strictum Müll. Hal. ex E. Britton
- Leucobryum subandinum Herzog
- Leucobryum subchlorophyllosum Hampe
- Leucobryum subobtusifolium (Broth.) B.H. Allen
- Leucobryum sumatranum Broth. ex M. Fleisch.
- Leucobryum tahitense Ångström
- Leucobryum tumidum Herzog
- Leucobryum turgidulum Müll. Hal.
- Leucobryum uleanum Broth.
- Leucobryum wattsii Broth.
- Leucobryum wightii Mitt.

Selon Tropicos (5 décembre 2018) (Attention liste brute contenant possiblement des synonymes) :
- Leucobryum acutifolium (Mitt.) Cardot
- Leucobryum aduncum Dozy & Molk.
- Leucobryum albescens Müll. Hal.
- Leucobryum albicans (Schwägr.) Lindb.
- Leucobryum albidum (Brid. ex P. Beauv.) Lindb.
- Leucobryum altiusculum Besch.
- Leucobryum aneitense Broth. & Watts
- Leucobryum angustissimum Broth.
- Leucobryum angustum Hampe
- Leucobryum antarense Zanten
- Leucobryum antillarum Schimp. ex Besch.
- Leucobryum araucarietorum Müll. Hal.
- Leucobryum arfakianum Müll. Hal. ex Geh.
- Leucobryum argentinicum Müll. Hal.
- Leucobryum armatum Broth.
- Leucobryum auriculatum Müll. Hal.
- Leucobryum babetii Thér. & P. de la Varde
- Leucobryum baldwinii Müll. Hal.
- Leucobryum ballinense Broth.
- Leucobryum bistratosum Broth.
- Leucobryum boivinianum Besch.
- Leucobryum boninense Sull. & Lesq.
- Leucobryum boryanum Besch.
- Leucobryum bowringii Mitt.
- Leucobryum brachyphyllum Hampe ex Müll. Hal.
- Leucobryum brassii E.B. Bartram
- Leucobryum brevicaule Besch.
- Leucobryum brevifolium E.B. Bartram
- Leucobryum brotheri Cardot
- Leucobryum byssaceum Müll. Hal. ex A. Johnson
- Leucobryum calycinum Müll. Hal.
- Leucobryum cambouei Cardot
- Leucobryum cameruniae Müll. Hal. ex Renauld & Cardot
- Leucobryum candidum (Brid. ex P. Beauv.) Wilson
- Leucobryum ceylanicum (Besch.) Cardot
- Leucobryum chevalieri Cardot & Thér.
- Leucobryum chlorophyllosum Müll. Hal.
- Leucobryum cineraceum Cardot & Thér.
- Leucobryum clavatum Hampe
- Leucobryum comorense Müll. Hal.
- Leucobryum confine Cardot
- Leucobryum confusum Thér.
- Leucobryum congolense Cardot
- Leucobryum conocladon Besch.
- Leucobryum costaricense Besch.
- Leucobryum crispum Müll. Hal.
- Leucobryum cruegerianum Müll. Hal.
- Leucobryum cucullatum Broth.
- Leucobryum cucullifolium Cardot
- Leucobryum cuculliphyllum M. Fleisch.
- Leucobryum cyathifolium Dixon
- Leucobryum deciduum Cardot
- Leucobryum eggersianum Müll. Hal.
- Leucobryum extensum Herzog
- Leucobryum falcarium Müll. Hal.
- Leucobryum falcatum Müll. Hal.
- Leucobryum ferriei Cardot
- Leucobryum flaccidulum Cardot
- Leucobryum flavomucronatum Müll. Hal.
- Leucobryum flavulum Cardot
- Leucobryum fouta-djalloni Paris & Cardot
- Leucobryum fragile Herzog
- Leucobryum francii Cardot & Thér.
- Leucobryum fumarioli Müll. Hal.
- Leucobryum galeatum Besch.
- Leucobryum galinonii Cardot & Paris
- Leucobryum giganteum Müll. Hal.
- Leucobryum glaucovirens Cardot
- Leucobryum glaucum (Hedw.) Ångstr.
- Leucobryum goyazense Broth.
- Leucobryum gracile Sull.
- Leucobryum gracilifolium Dixon
- Leucobryum guadalupense (Lindb.) Paris
- Leucobryum gueinzii Müll. Hal.
- Leucobryum gunnii Broth. & Watts
- Leucobryum hawaiense (Reichardt) E.B. Bartram
- Leucobryum heterodictyon Besch.
- Leucobryum hildebrandtii Müll. Hal. ex Renauld
- Leucobryum holleanum Dozy & Molk.
- Leucobryum homalophyllum Broth.
- Leucobryum humile Broth. ex Besch.
- Leucobryum humillimum Cardot
- Leucobryum imbricatum Broth.
- Leucobryum incurvifolium Müll. Hal.
- Leucobryum isleanum Besch.
- Leucobryum jamaicense Müll. Hal.
- Leucobryum japonicum (Besch.) Cardot
- Leucobryum javense (Brid.) Mitt.
- Leucobryum juniperoideum (Brid.) Müll. Hal.
- Leucobryum krempfii Thér.
- Leucobryum lacteolum Besch.
- Leucobryum laevifolium Broth.
- Leucobryum laminatum Mitt.
- Leucobryum laticaule Müll. Hal.
- Leucobryum leanum (Sull.) Kindb.
- Leucobryum letestui P. de la Varde
- Leucobryum leucophanoides Müll. Hal.
- Leucobryum longifolium Hampe
- Leucobryum ludovicae Broth. & Paris
- Leucobryum macrofalcatum Müll. Hal.
- Leucobryum madagassum Besch.
- Leucobryum madeirense Schiffn.
- Leucobryum martianum (Hornsch.) Hampe ex Müll. Hal.
- Leucobryum mayottense Cardot
- Leucobryum megalophyllum Mitt.
- Leucobryum microcarpum Müll. Hal.
- Leucobryum microleucophanoides Dixon ex A. Johnson
- Leucobryum minus (Hampe) Sull.
- Leucobryum minusculum Müll. Hal.
- Leucobryum mittenii Besch.
- Leucobryum molle Müll. Hal.
- Leucobryum molliculum Broth.
- Leucobryum mucronifolium A. Braun
- Leucobryum nagasakense Broth.
- Leucobryum nakaii Horik.
- Leucobryum nanocrispulum Müll. Hal.
- Leucobryum naumannii Müll. Hal.
- Leucobryum neilgherrense Müll. Hal.
- Leucobryum neocaledonicum Duby ex Besch.
- Leucobryum novae-guineae E.B. Bartram
- Leucobryum obtusifolium Müll. Hal.
- Leucobryum oobasis Müll. Hal.
- Leucobryum pachybasis Cardot
- Leucobryum pachyphyllum Müll. Hal.
- Leucobryum papuense Paris
- Leucobryum parvulum Cardot
- Leucobryum pentastichum Dozy & Molk.
- Leucobryum perangustum Besch.
- Leucobryum perfalcatum Sim
- Leucobryum perichaetiale Dixon
- Leucobryum perrotii Renauld & Cardot
- Leucobryum piliferum (Dozy & Molk.) A. Jaeger
- Leucobryum poilanei Thér.
- Leucobryum polakowskyi (Müll. Hal. ex Besch.) Cardot
- Leucobryum propaguliferum (Dixon) H. Rob.
- Leucobryum pseudomadagassum Cardot
- Leucobryum pulchrum Broth.
- Leucobryum pumilum (Michx.) E. Britton
- Leucobryum pungens Müll. Hal.
- Leucobryum rehmannii Müll. Hal.
- Leucobryum retractum Besch.
- Leucobryum rhizophyllum Warnst.
- Leucobryum robustum Sull.
- Leucobryum rugosum Mitt.
- Leucobryum rutenbergianum Besch. ex Paris
- Leucobryum salmonii Cardot ex Renauld & Cardot
- Leucobryum sanctae-mariae Cardot
- Leucobryum sanctum (Nees ex Schwägr.) Hampe
- Leucobryum scaberulum Cardot
- Leucobryum scabrum Sande Lac.
- Leucobryum scalare Müll. Hal. ex M. Fleisch.
- Leucobryum sciuroides Müll. Hal.
- Leucobryum sediforme Müll. Hal.
- Leucobryum seemannii Mitt.
- Leucobryum selaginoides Müll. Hal. ex Broth.
- Leucobryum sericeum Broth. ex Geh.
- Leucobryum serrifolium Broth. & Paris
- Leucobryum siamicum Besch.
- Leucobryum solfatarae Müll. Hal.
- Leucobryum sordidum Ångstr.
- Leucobryum sphagnoides (Welw. & Duby) Cardot
- Leucobryum spinidorsum Müll. Hal.
- Leucobryum squarrosulum Broth.
- Leucobryum stenobasis Cardot
- Leucobryum stenophyllum Besch.
- Leucobryum strictifolium Broth.
- Leucobryum strictum Müll. Hal. ex E. Britton
- Leucobryum subandinum Herzog
- Leucobryum subchlorophyllosum Hampe
- Leucobryum subglaucum Müll. Hal.
- Leucobryum subobtusifolium (Broth.) B.H. Allen
- Leucobryum subsanctum Broth.
- Leucobryum subscalare Broth. ex P. de la Varde
- Leucobryum subsericeum Dixon
- Leucobryum substenophyllum Broth. & Paris
- Leucobryum subulatum Hampe
- Leucobryum sumatranum Broth. ex M. Fleisch.
- Leucobryum tahitense Ångstr.
- Leucobryum tenuifolium Sull.
- Leucobryum textorii Besch.
- Leucobryum teysmannianum Dozy & Molk.
- Leucobryum triviale Müll. Hal.
- Leucobryum tumidum Herzog
- Leucobryum turgidulum Müll. Hal.
- Leucobryum uleanum Broth.
- Leucobryum uncinatum M. Fleisch.
- Leucobryum vesiculosum Müll. Hal. ex Cardot
- Leucobryum wattsii Broth.
- Leucobryum wichurae Broth. ex Besch.
- Leucobryum widgrenianum Ångstr. ex Hampe
- Leucobryum wightii Mitt.
- Leucobryum yamatense Besch.